# 시제
시제(라틴어: tempus, 영어: tense)는 말 속에서 규정되는 언어학적인 시간을 나타내는 문법 범주이다. 일반적으로 동사의 표지로서 나타나지만, 명사에 시제가 나타나는 언어도 있다. 한국어에서는, 비과거의 '이다'와 과거의 '-었-', 미래의 '-겠-' 등으로 나타내진다.

## 시제와 시간
시제와 시간은 다른 개념이며, 구별해야 한다. 시간을 표현할 수 없는 언어는 없지만, 시제를 가지지 않는 언어는 있다. 예를 들면 중국어에는 '昨天' (어제), '明天' (내일) 등의 시간 부사가 있지만, 시제는 없고, 동사는 변화하지 않는다.
- 我 昨天 去 学校。 (나는 어제 학교에 갔다)
- 我 明天 去 学校。 (나는 내일 학교에 간다)

문장으로부터 시제를 제외한 부분을 SoA (state of affairs)라고 부른다. 시제는, 단지 사건의 시간을 나타내는 것이 아니라, SoA를 평가하는 시점을 정보의 입수자에게 지시하기 위한 것이다. 예를 들면 다음의 영어의 문장에서는 과거형이 이용되고 있다.
- John met a woman at the party last week. Her name was Linda. (존은 지난 주 파티에서 한 여성과 만났다. 그녀의 이름은 린다였다)

여성의 이름은 현재도 Linda이지만, 그것을 지난 주의 파티에 평가하고 있는 것이다.
이하의 같은 의미의 한국어와 프랑스어, 일본어는, 어느 쪽이나 현재 상태에 근거하는 말이지만, 과거 시제가 이용되고 있다.
- 아, 여기에 있었던 건가.
- Ah ! Vous étiez là.
- あっ、ここにいたのか。

이것은, 거기에 있는 것에 깨닫지 못했던 과거를 되돌아 보고 있기 때문이다.
시간은 자주 과거·현재·미래로 삼분되지만, 이 세 개에 대응하는 시제가 있다고는 할 수 없다. 영어나 독일어를 포함한 게르만 어파의 시제는 비과거와 과거이며, 비과거가 현재와 미래의 양쪽 모두를 나타낸다. 한국어, 일본어, 드라비다 어족, 헝가리어 등도, 똑같이 비과거와 과거의 구별을 가진다. 한편, 한국어, 케츄아어를 시작으로 하는 남아메리카의 제언어나, 유카기르어는 비미래와 포르투갈어는 미래의 구별을 가진다.

## 시제·상·법
시제는 상이나 법과는 다른 문법 범주이지만, 복잡하게 얽히는 일이 있다. 또한 상이란, 동사가 나타내 보이는 사건의 전체, 개시, 도중, 종료 등을 나타내는 문법 범주이며, 법은, 말하는 사람의 의도나 태도를 나타내는 문법 범주이다.
동사의 활용 중에서 시제·상·법이 일체의 체계가 되고 있는 것도 많다. 일반적으로, 시제가 풍부한 것은 직설법이며, 다른 법에서는 시제가 적은 것이 있다. 예를 들면 한국어, 일본어, 영어 등 많은 언어로, 명령법에는 시제가 없다.
시제와 상이 분리하고 있을 때는, 상 쪽이 동사에 가깝다. 이하의 일본어와 영어의 조동사 및 복합 동사에 의한 상의 예에서, 본동사와 결합되고 있는 것은 상의 표지이며, 시제의 표지는 아니다.
- 먹고 있었다(동사 '먹다' + 상 '-고 있다' + 시제 '-었다')
- was eating (시제 -ed + 상 be -ing + 동사 eat)
- 食べていた (동사 '食べる' + 상 '-ている' + 시제 '-た')
- 먹기 시작했다(동사 '먹다' + 상 '-기 시작하다' + 시제 '-었다')
- started eating (시제 -ed + 상 start -ing + 동사 eat)
- 食べ始めた (동사 '食べる' + 상 '-始める' + 시제 '-た')

## 과거
한국어, 일본어, 영어, 독일어 등에서는, 과거와 비과거를 구별한다. 과거를 세세하게 나눌 수 있기도 해, 예를 들면 콩고어는 오늘 과거, 어제 과거, 원과거의 3시제로 나뉜다.
과거는 문법상과의 관계가 강하다. 예를 들면 프랑스어를 포함한 로망스어는, 과거 시제에서는 완망상(perfective)과 비완망상(imperfective)을 구별하지만, 다른 시제에서는 구별하지 않는다. 한국어, 일본어나 영어에서는, 시제와 완망·비완망은 독립이다.
|              | 프랑스어 | 프랑스어  | 영어     | 영어           | 일본어 | 일본어     | 한국어 | 한국어      |
| 완망         | 비완망   | 완망      | 비완망   | 완망           | 비완망 | 완망       | 비완망 |             |
| ------------ | -------- | --------- | -------- | -------------- | ------ | ---------- | ------ | ----------- |
| 과거         | il lut   | il lisait | he read  | he was reading | 読んだ | 読んでいた | 읽었다 | 읽고 있었다 |
| 비과거(현재) | il lit   | il lit    | he reads | he is reading  | 読む   | 読んでいる | 읽다   | 읽고 있다   |

유럽제언어에서 특히 중요한 것은, 완료(perfect)와 과거의 관계이다. 본래, 완료란, 동사가 나타내 보이는 사건의 결과를 나타내는 상이지만, 현재의 결과를 가져온 사건은 반드시 과거이므로, 완료와 과거는 의미가 가깝다. 독일어나 프랑스어에서는 완료가 과거를 옮겨놓고 있다. 독일어에서는, 법의 조동사를 제외하면, 과거를 나타내는데 비과거의 완료가 극히 보통으로 이용된다. 프랑스어에서는, 완결상의 과거는 이미 구어로는 이용되지 않는다. 한편, 영어에서는 완료와 시제는 독립하고 있다. 따라서, 프랑스어, 독일어에서는 현재 완료에 과거의 부사를 사용할 수 있지만, 영어에서는 사용할 수 없다.
- 불어: Hier, je suis allé au cinéma. (어제 영화를 보러 갔다)
- 독어:  Gestern bin ich ins Kino gegangen.  (〃)
- 영어:  * Yesterday I have been to the cinema.  (불가)

일본어의 'タ'도 원래 완료를 나타내고 있었지만, 과거가 되었다. 완료상의 표지가 과거 시제로 추이하는 현상은 세계의 언어에서 자주 볼 수 있다.

## 미래
미래는, 과거·현재와 달리, 사실은 아니고 예측에 지나지 않는다. 이 때문에, 법과 깊은 관계가 있다.
프랑스어에는 미래 시제가 있어, 시간을 나타내는 마디 중에서도 사용할 수 있다. 다음의 문장은, 주절이 미래, 종속절이 미래 완료이다.
- Je vous téléphonerai dès que je serai rentré au Corée.  (한국에 돌아오면 곧바로 당신에게 전화합니다)

그러나, 확정에 가까운 미래로는, 미래 시제는 아니고 현재시제를 사용하는 것이 보통이다.
- Je pars demain.  (나는 내일 출발합니다)

이와 같이, 미래 시제는 순수하게 시간만 나타내는 것은 아니다.
영어는 미래 시제를 가지지 않지만, 미래를 표현하려면 일반적으로 법의 조동사 will을 이용한다. 당연히, 다른 법의 조동사와는 함께 나오지 않는다. 이 will을 이용한 미래 표현을 미래 시제라고 부르는 일이 있지만, 정확하게는 시제는 아니다.
- I go to school everyday. (나는 매일 학교에 간다)
- I will go to school tomorrow. (나는 내일 학교에 가겠다)
- I can go to school everyday. (나는 매일 학교에 갈 수 있다)
- I can go to school tomorrow.  (나는 내일 학교에 갈 수 있다)

또, 확정적인 미래로는 will을 이용하지 않는다.
- Tomorrow is Sunday.  (내일은 일요일이다)

## 과거 미래
미래가 현재에서의 예측이라면, 과거에서의 예측도 있다. 이것을 과거 미래라고 부른다. 프랑스어로 전통적으로 조건법으로 불리고 있는 것은, 과거 미래이다. 영어의 조동사  would도 과거 미래에 해당된다.

## 절대 시제와 상대 시제
주절에서는 시제는 말하는 시점에 근거하고 있다. 이를 절대 시제라고 부른다. 이에 비해, 종속절이나 관계절에서는 말하는 시점은 아니고 주절의 시간에 근거하는 경우가 있어, 이것을 상대 시제라고 부른다. 일본어에서는 종속절은 상대 시제이며, 말하는 시점과는 관계가 없다.
- 그는 그 때, 역에있는라고 말했다. (그렇게 말했을 때에는 그는 역에있던. )

한편, 유럽제언어에서는 종속절이나 관계절도 절대 시제이며, 말하는 시점에 근거한다. 따라서, 직접 인용을 제외하면, 시제를 말하는 시점에 맞출 필요가 있다. 이를 시제의 일치라고 부른다. 또한 언어학에서 일반적으로 하는 일치와는 다르다.
- 영어: He said, "I am at the station now." (그는 지금 역에 있다고 했다. - '있다'는 현재)
- 불어: Il a dit : « je suis maintenant à la gare. » (〃)
- 영어: He said he was at the station then.  (그는 그 때, 역에 있었다고 했다. - '있었다'는 과거)
- 불어: Il a dit qu'il était alors à la gare. (〃)

이러한 언어에서는, 주절이 과거이며 종속절이 그 이전의 시점이라면, 대과거로 불리는 형식을 취한다. 실제로는 대과거는 독립의 시제가 아니고, 과거 완료로 나타내진다.
종속절이나 관계절의 내용이 현재도 참이라고 말하는 사람이 판단한다면, 현재형인 채이다.
- 영어: Galileo said that the earth moves.  (갈릴레이는 지구가 움직인다고 했다. - '움직인다'는 현재)
- 불어: Galileo a dit que la terre tourne.  (〃)

## 언어별 시제

### 한국어
한국어에서는 과거 시제와 현재 시제, 미래 시제가 모두 존재한다고 보는 시각이 있다. 반면 미래 시제를 표현하기 위하여 사용되는 문법 범주(‘-겠-’ 등)가 시제와 일대일 대응을 이루지 않는다는 점에 주목한 쪽에서는 미래 시제를 인정하지 않는 이분 체계(二分體系)를 시제 체계로 삼는다.

### 일본어
일본어에서는 비과거가 'ル', 과거가 'タ'로 나타내진다. 이 'ル'와 'タ'는 비과거형과 과거형의 어미의 대표이며, 실제의 어형은 동사에 의해 거의 규칙적으로 이끌린다. 예를 들면 어간이 유성 저해음의 -b, -g, -n로 끝나는 동사에서는 'タ'는 유성화하기 (이른바 발음편·이 음편) 때문에, '飛ぶ'・'飛んだ', '泳ぐ'·'泳いだ', '死ぬ'·'死んだ'가 된다.
일본어의 'タ'는 과거는 아니고 완료를 나타내, 일본어에는 시제는 없다는 의견도 있다. 역사적으로도 일본어의 'タ'는 テアリ > タリ > タ로 변화해 성립한 것이며, 원래는 완료상태를 나타냈다. 그러나, 근대의 일본어에서 대체로 과거·비과거의 대립으로 'ル' 대 'タ'의 형태를 구분하여 사용해 그 의미에서는 시제가 있다고 보는 것이 타당하다.
헤이안 시대까지의 일본어에서는, 과거를 나타내는 조동사는 'き'와 'けり'였다. 전자는, 과거에 있고, 그것이 지금은 없어졌다는 의미가 있어, 후자는, 현재의 사태로부터 과거에 생각을 잇는 것을 나타낸다. 현대의 'タ'와 달리, 이들은 절대적인 과거를 나타내, 상대 시제로서는 사용되지 않는다. 'き'를 경험, 'けり'를 전문으로 하는 해석도 있지만, 들어맞지 않는 것이 있다.

### 영어
영어는, 시제, 상, 법이 형태적으로 분명히 분리되어, 시간 표현이 매우 분석적이다.
| 시제                   | 법 (will)            | 상                       | 상                        | 동사 |
| 시제                   | 법 (will)            | 완료                     | 완망                      | 동사 |
| ---------------------- | -------------------- | ------------------------ | ------------------------- | ---- |
| -Ø (비과거) -ed (과거) | Ø (단순) will (미래) | Ø (단순) have -en (완료) | Ø (완망) be -ing (비완망) | do   |

여기서 - en는 과거분사를 나타낸다. 시제, 법 (will), 완료상, 완망상이 각각 2가지 있으므로, 가장 단순한 do에서 가장 복잡한 would have been doing까지, 전부 24 = 16가지의 시간표현이 있다.

## 참고 문헌
- 후지이 죠와 (2010) "일본어와 시간-<때의 문법>을 더듬는" 이와나미 신서